# 1498 в Україні

## Події
- князю Костянтину Острозькому вручено гетьманську булаву Великого князівства Литовського[1][2].
- Турецькі війська, а потім татари напали на околиці Львова. Татарський похід створив загрозу для Кракова.
- Молдавський господар Штефан III з турками пограбував та спалив Бучач, Галич, Підгайці та Теребовлю.

## Засновані, створені
- 3 червня — власник міста Костянтин Острозький отримує від Литовського князя Олександра грамоту про надання Дубну статусу міста.[1][3] (нині — центр Дубенського району Рівненської області).

## Пам'ятні дати та ювілеї
- 600 років з часу (898 рік):
  - Облоги Києва — нападу кочівників-угорців на чолі з ханом Алмошем на Київ в ході їх кочування на захід і попередній завоюванню батьківщини на Дунаї (з центром в Паннонії)[4].
  - першої писемної згадки про місто Галич[5][6][7] — колишньої столиці Галицько-Волинського князівства, наймогутнішої твердині на південно-західних давньоруських землях, а нині — центру Галицької міської громади Івано-Франківської області.
- 425 років з часу (1073 рік):

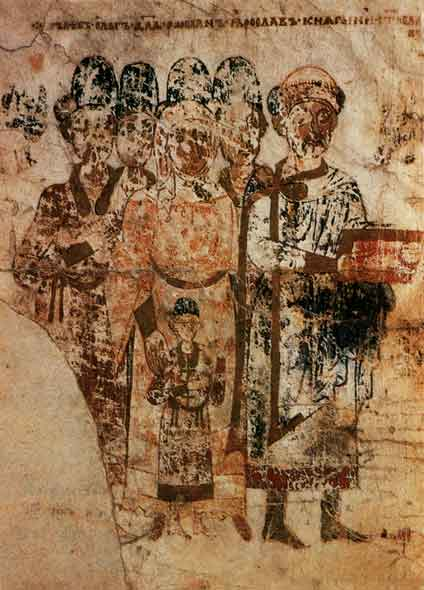
Зображення Святослава Ярославича в «Ізборнику» 1073 року

- - розпаду триумвірату в результаті захоплення великокняжого престолу Святославом Ярославичем (до 1076 року) за допомогою брата Всеволода[8].
  - укладення енциклопедичного збірника Ізборник Святослава[8].
- 325 років з часу (1173 рік):
  - другого походу великого князя володимирського Андрія Боголюбського на Київщину[9] та його розгромлення під Вишгородом українцями під командуванням Мстислава Ростиславича та луцького князя Ярослава Ізяславича, який після перемоги став великим київським князем[10].

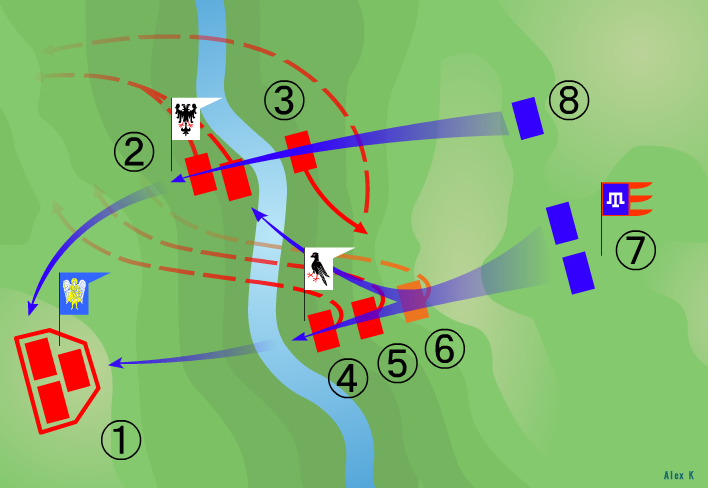
Уявний план битви на Калці за Іпатіївським літописом(31 травня 1223 року):1) Кияни Мстислава Романовича; 2) Чернігівці Мстислава Святославича; 3) Курчани Олега Святославича; 4) Галичани Мстислава Удатного; 5) Волинці Данила Романовича; 6) Половці Яруна; 7) Монголи Субедея і Джебе; 8) Бродники Плоскині.

- 275 років з часу (1223 рік):

- - 31 травня — битви на річці Калка, коли монгольські війська під командуванням полководців Чингізхана Субедея Баатура і Джебе-нойона перемогли спільні війська руських князів, під керівництвом Мстислава Романовича Київського, Мстислава Мстиславича Галицького, Мстислава Святославича Чернігівського та половецького хана Котяна Сутоєвича.[12].
- 175 років з часу (1323 рік):
  - Ліквідації Переяславського князівства.
- 150 років з часу (1348 рік):
  - вторгнення військ польського короля Казимира III на Галичину та Волинь.
- 100 років з часу (1398 рік):
- проголошення Вітовта самостійним правителем Великого князівства Литовського, Руського та Жемайтійського.
- 50 років з часу (1448 рік):
- 15 грудня — самовільне відокремлення Російської Православної Церкви від Київської Митрополії Константинопольського Патріархату та проголошення єпископа Рязанського Іони «Митрополитом Київським» самостійно, без дозволу Вселенського Патріархату[13].

### Видатних особистостей

#### Народження
- 475 років з часу (1023 рік):
  - народження Анастасії Ярославни, королеви Угорщини (1046—1061 рр.) з династії Рюриковичів, дружини короля Андраша I; наймолодша дочка Ярослава Мудрого та Інгігерди, сестри королеви Франції Анни Ярославни та королеви Норвегії Єлизавети Ярославни (пом. 1074).
- 75 років з часу (1423 рік):
  - народження Ма́ртина Ґа́штовта[14][15] / 1505) — київського воєводу, якого 1470 року кияни не впустили у місто, а 1471 року він за допомогою війська здобув Київ та поклав кінець існуванню удільного Київського князівства.

#### Смерті

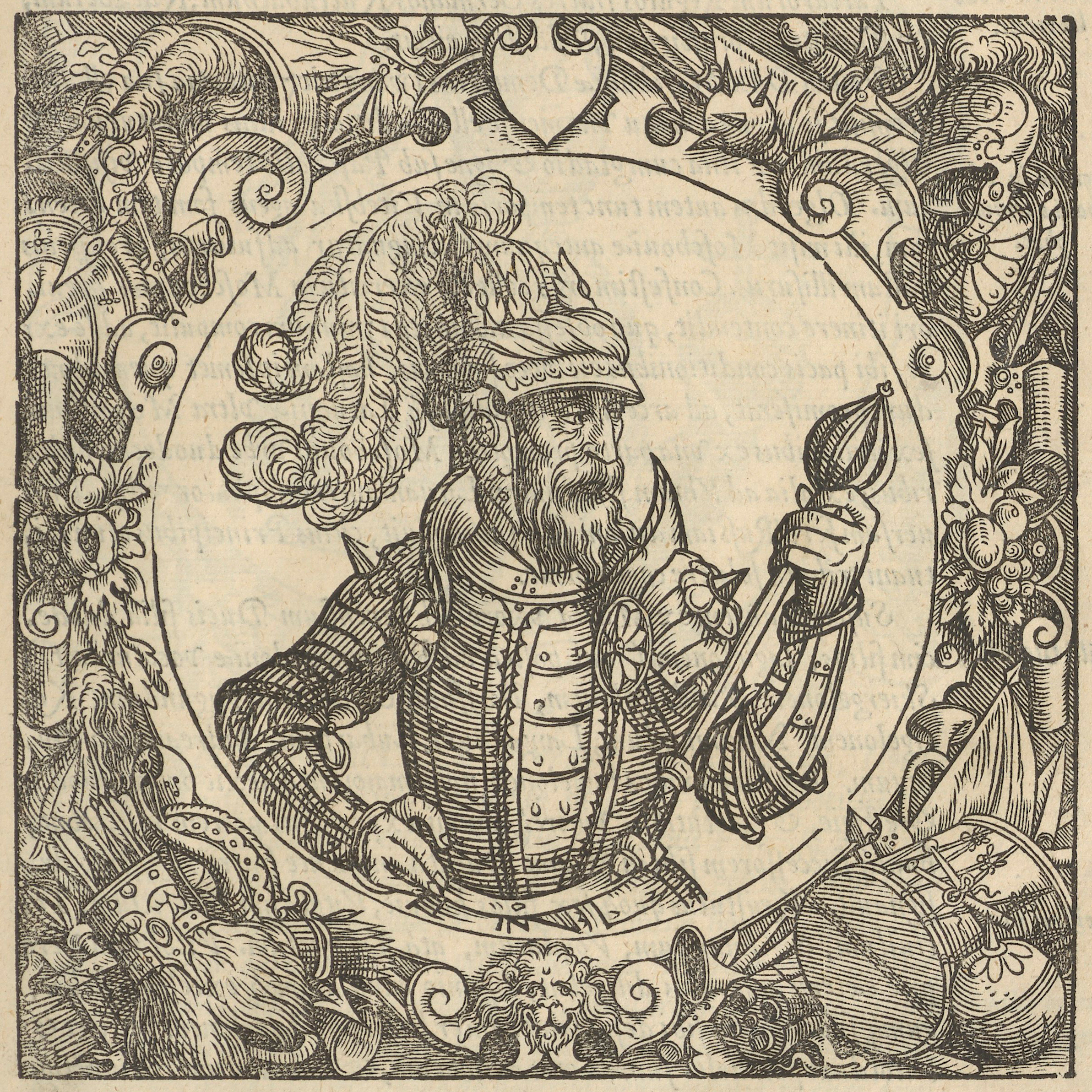
уявний портрет Ольгерда Гедиміновича 1578 року

- 425 років з часу (1073 рік):

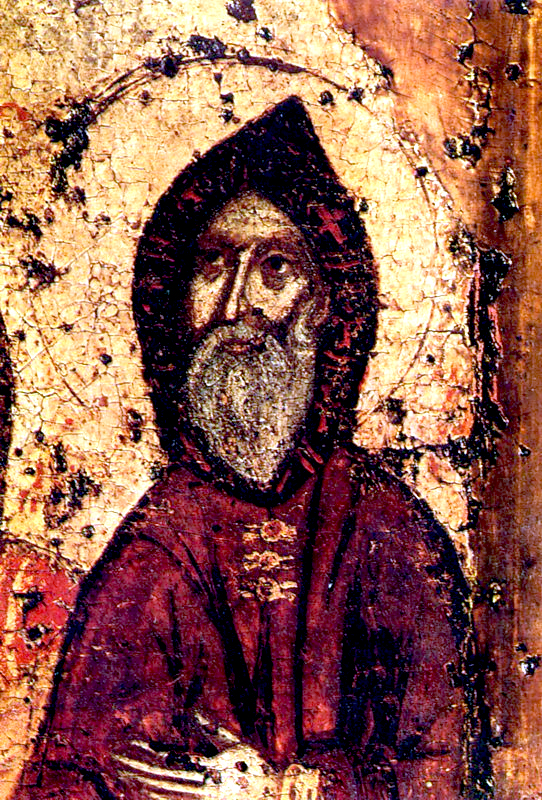
Фрагмент Свенської ікони Божої Матері

- - смерті Антонія Печерського, церковного діяча Русі-України, одного із засновників Києво-Печерського монастиря і будівничог Свято-Успенського собору (нар. 983)[16][17];
- 400 років з часу (1098 рік):
  - смерті Єфре́ма II Переясла́вського — церковного діяча, святого XI–XII століть, митрополита Київського.
- 300 років з часу (1198 рік):
  - смерті Ники́фора ІІ — митрополита Київського та всієї України (1182—1198)[18]
- 275 років з часу (1223 рік):
  - 2 червня — смерті Мстисла́ва Рома́новича (Мстисла́ва Старого) — Великого князя Київського (1212—1223) (нар.. 1156).
- 150 років з часу (1323 рік):
  - смерті Андрі́я Ю́рійовича та Лева II Ю́рійовича[19]) — галицьких князів із династії Романовичів, співправителів Королівства Русі та Галицько-Волинського князівства[20].
- 125 років з часу (1373 рік):

- - 24 травня — смерті Ольгерда Гедиміновича, великого князя литовського, який за понад 40 років свого правління створив найбільшу державу Європи, що простягалась від Балтійського до Чорного моря (нар.. бл. 1296)[21].